# قائمة رؤساء سلوفينيا
تستعرض هذه الصفحة قائمة رؤساء سلوفينيا منذ 1991.
يُعد الرئيس أرفع ممثل للدولة دستوريًا، لكن عمليًا هو منصب فخري. يمكن للرئيس تعيين مسؤولين كبار مثل رئيس البنك المركزي السلوفيني، ولكن يجب أن يأكد البرلمان تعينهم. كما أن الرئيس هو القائد الأعلى للقوات المسلحة السلوفينية. يقع مكتب الرئيس في القصر الرئاسي بليوبليانا.
يُنتخب الرئيس مباشرةً من الناخبين البالغين لمدة خمس سنوات. يحق لأي مواطن سلوفيني بلغ السن القانونية (18 عامًا فأكثر) الترشح للرئاسة، ولكن لا يُسمح له بشغل المنصب إلا لدورتين.

## القائمة
| الترتيب | الاسم (الميلاد–الوفاة)     | الصورة | فترة الحكم     | فترة الحكم     | الانتساب الحزبي                                                                        |
| ------- | -------------------------- | ------ | -------------- | -------------- | -------------------------------------------------------------------------------------- |
| 1       | ميلان كوتشان (1941–)       |        | 23 ديسمبر 1991 | 22 ديسمبر 2002 | مستقل                                                                                  |
| 2       | جانيز درنوفسيش (1950–2008) |        | 22 ديسمبر 2002 | 23 ديسمبر 2007 | حزب الديمقراطية الليبرالية السلوفيني (قبل 2006) حركة من أجل العدالة والبناء (منذ 2006) |
| 3       | دانيلو تورك (1952–)        |        | 23 ديسمبر 2007 | 22 ديسمبر 2012 | مستقل مدعوم من الديمقراطين الاجتماعي زارس                                              |
| 4       | بوروت باهور (1963–)        |        | 22 ديسمبر 2012 | 22 ديسمبر 2022 | الديمقراطين الاجتماعي                                                                  |
| 5       | ناتاشا بيرك موزار (1968–)  |        | 22 ديسمبر 2022 | حاليا          | مستقل                                                                                  |

## وصلات خارجية
- الموقع الرسمي لرئيس جمهورية سلوفينيا